# Claude Tabarini
Claude Tabarini est un batteur de jazz et écrivain genevois,, né en 1949 à Genève.

## Discographie
- Alain Monnier Trio : Tribulat (Hathut Records[3])
- Pavillon B : Cri Pyg (P. B. Rec[3].)
- Under Control (Konnex Rec[3].)
- Le Coco : notes pour un opéra (Plainisphare Rec[3].)
- Maurice Magnoni : Duets (Plainisphare Rec[3].)
- Jean-Bernard le Flic : Volume 1 (Plainisphare Rec[3].)
- Jean Bernard le Flic : Volume 2 (Plainisphare Rec[3].)
- Jean-Bernard le Flic : Volume 3 (Unit Rec[3].)
- No Techno Dance Hand Made (Unit Rec[3].)
- Marxi's Quintet (Unit Rec[3].)
- Jouer au jazz (en accès libre sur claudetabarini.ch)